# SOURCE MUSIC
SOURCE MUSIC（韓語：쏘스뮤직，中文：所思音樂）是一間韓國經紀娛樂公司，2009年於韓國成立，2019年成為HYBE旗下子公司。目前旗下藝人有團體LE SSERAFIM。

## 歷史
2009年11月17日，SOURCE MUSIC於韓國由蘇成鎮（소성진）成立。
2012年7月19日，與Big Hit娛樂合作推出的女團GLAM正式出道。
2015年1月15日，旗下女團GLAM因「李炳憲勒索事件」而宣布解散，公司代表蘇成鎮聲明將專於旗下事業。
2015年1月16日，旗下女團GFRIEND正式出道，出道之後獲得相當大的成功為組合與公司提高知名度。
2019年7月29日，SOURCE MUSIC正式被Big Hit娛樂收購， 成為Big Hit娛樂旗下子公司。
2020年2月，在舉行的Big Hit娛樂（現HYBE）公司簡報活動中，SOURCE MUSIC創辦人蘇成鎮宣布與Big Hit娛樂的首席品牌官閔熙珍合作的選秀計畫中選出的成員預計在2021年出道。
2021年5月18日，官方宣布与GFRIEND全员的專屬合約将于5月22日届满。並表示：「雙方經過長時間的思考與深入討論後，和成員們達成共識不再續約，決定各自在各自的道路上展現更好的面貌；雖然雙方的緣份已結束，但非常感謝成員們六年來陪伴公司一同成長，衷心為成員们未來的發展應援以及祝福GFRIEND各位成員今後都能有更好的發展。」
2022年3月14日，官方宣布与IZ*ONE出身的宮脇咲良和金采源签订专属合约，并表示：「两位藝人與本公司以相互信任為基礎簽下了專屬合約，将作为HYBE和SOURCE MUSIC合作推出的首个女子组合出道；目前两人的转会已经正式化，预计出道宣传活动即将开始。」
2022年5月2日，旗下女團LE SSERAFIM正式出道。
2022年7月14日，韓國特許廳以(1) 商標‘G-Friend’與韓國6人女團GFRIEND的英文名相同，不能註冊。(2) “GFRIEND”商標直接隸屬於韓國6人女團GFRIEND（韓語：여자친구），是普通消費者俱有明顯辨識度的團體，因此申請人在產品上使用該商標使用會造成誤解，增加欺騙消費者的可能性。”等理由，駁回官方的GFRIEND商標權註冊申請。
2025年1月13日，公司與GFRIEND成員於2021年不續約後，再度合作發行出道十週年紀念特別專輯《Season of Memories》回歸。

## 旗下藝人

### 團體
- 名字粗體字為隊長

| 出道日期     | 出道日期      | 團體名稱    | 性別 | 成員                                           | 粉絲名稱          |
|              | 日本          | 團體名稱    | 性別 | 成員                                           | 粉絲名稱          |
| ------------ | ------------- | ----------- | ---- | ---------------------------------------------- | ----------------- |
| 2022年5月2日 | 2023年1月25日 | LE SSERAFIM | 女   | 宮脇咲良 · 金采源 · 許允眞 · 中村一叶 · 洪恩採 | FEARNOT（피어나） |

## 過去旗下藝人

### 團體
- 8Eight（2007年至2014年，同属Big Hit娛樂）
- GLAM（2012年至2015年，同属Big Hit娛樂）
- EDEN BEATZ
- MI.O
- GFRIEND
  - 所願、睿隣、銀河、裕株、信飛、嚴智（2015年至2021年）(2025年)
- LE SSERAFIM
  - 金佳覽（2022年）

### 個人
- 簡美妍

## 昔日練習生
- 李素律(Jenny)（GFRIEND預備成員，DIA前成員）[8]
- 李智元（GFRIEND預備成員，Real Girls Project成員）[9]
- 姜錫華（《YG寶石盒》、《PRODUCE X 101》，WEi成員）
- Muzin、Youngseo（BAE173成員）
- 蔡家豪（《PRODUCE X 101》，JWiiver成員）
- 尹民國（《PRODUCE X 101》，WAKER成員）
- 金炫彬（《PRODUCE X 101》，轉投WM娛樂，現為NOWADAYS成員）
- 金承俊（《少年FANTASY》，WAKER成員）
- 娜賢（PRIMROSE、前HOT ISSUE）
- 藝彬（前HOT ISSUE）
- NewJeans全員（後轉以ADOR旗下出道）
- Hwiseo（H1-KEY）
- TAESAN (BOYNEXTDOOR成員)
- 洪承漢 (RIIZE前成員)
- Jiana（YOUNG POSSE成員）
- 房智珉 (《R U Next?》，《I-LAND 2：N/α》、izna成員)
- 李榮書 (《R U Next?》，ALLDAY PROJECT成員、前ILLIT)
- UM JIWON (《I-LAND 2：N/α》)

## 外部連結
- SOURCE MUSIC的官方網站 （英文）（日語）（中文）
- YouTube上的SOURCE MUSIC頻道 
- YouTube上的SOURCE MUSIC播放列表 (HYBE LABELS頻道)
- SOURCE MUSIC的X（前Twitter） 
- SOURCE MUSIC的Instagram帳戶 
- SOURCE MUSIC的Facebook專頁